# Conomitrium palmifolium
Conomitrium palmifolium là một loài Rêu trong họ Fissidentaceae. Loài này được (P. Beauv.) Besch. mô tả khoa học đầu tiên năm 1880.